# Hyperolius soror
Hyperolius soror là một loài ếch thuộc họ Hyperoliidae.
Đây là loài đặc hữu của Guinea.
Môi trường sống tự nhiên của chúng là rừng ẩm vùng đất thấp nhiệt đới hoặc cận nhiệt đới, đầm nước, và đầm nước ngọt có nước theo mùa.